# 14. September (Zeitung)
14. September ist der Name einer färöischen Zeitung, die von 1947 bis 1994 erschien. Das Blatt wurde mehrmals pro Woche herausgegeben und war zugleich die Parteizeitung des Tjóðveldisflokkurin. Der Name der Zeitung wurde später gegen Ende als Fjúrtandi September voll ausgeschrieben.

## Geschichte
Der Name des Blattes geht auf die Volksabstimmung vom 14. September 1946 zurück, bei der eine relative Mehrheit der Bevölkerung auf den Färöern für die Loslösung von Dänemark und die Unabhängigkeit der Inseln gestimmt hatte.
Die erste aus einer einzigen Seite bestehende Ausgabe der Zeitung erschien am 3. Juni 1947. Die Erscheinungsweise variierte im Lauf der Jahre von zunächst einmal pro Woche bis fünfmal pro Woche in den besten Zeiten. Über längere Zeiträume erschien das Blatt zweimal pro Woche. Erster Chefredakteur war von Juni 1947 bis April 1949 Dánjal Pauli Danielsen.
Nachdem das Gesetz über die Autonomie der Färöer (Heimastýrislógin) am 31. März 1948 in Kraft getreten war, kam es kurz danach im Mai 1948 zur Gründung des linksgerichteten, separatistischen Tjóðveldisflokkurin. Zu dessen Gründern zählte auch Dánjal Pauli Danielsen und der „14. September“ (auch kurz als „Fjúrtandi“ bezeichnet) entwickelte sich zum Sprachrohr der neuen Partei.
Der „14. September“ kam wie andere färöische Zeitungen während der schweren Finanz- und Wirtschaftskrise Anfang der 1990er Jahre in Schwierigkeiten und stellte im September 1994 sein Erscheinen ein.

## Redakteure
| Zeitraum  | Name                   |
| --------- | ---------------------- |
| 1947–1949 | Dánjal Pauli Danielsen |
| 1949–1962 | Erlendur Patursson     |
| 1962–1973 | Ólavur Michelsen       |
| 1973–1976 | Erlendur Patursson     |
| 1976–1978 | Ólavur Michelsen       |
| 1978–1980 | Leivur Hansen          |
| 1980–1982 | Martin Fjallstein      |
| 1982–1983 | Arne Gregersen         |
| 1983–1983 | Karin Kjølbro          |
| 1984–1986 | John Dalsgarð          |
| 1986–1991 | Vilmund Jacobsen       |
| 1991–1993 | Finnbogi Ísakson       |
| 1993–1994 | Hergeir Nielsen        |